# Finanční právo
Finanční právo je samostatné právní odvětví patřící do oblasti veřejného práva. Souhrn norem finančního práva upravuje vztahy vznikající v procesu tvorby, rozdělování a používání peněžní masy a jejich částí. Finanční právo se člení na dvě části: na část obecnou a zvláštní. Náplní obecné části jsou obecné poznatky o oboru, vymezení předmětu a systému, problematika realizace norem, problematika finančních orgánů jako subjektů finančněprávních vztahů, státního dozoru, finanční kontroly. Zvláštní část je tvořena desítkami zákonů a stovkami právních předpisů nižší právní síly. Názory na to, co řadit do zvláštní části, nejsou v podrobnostech jednotné, avšak podle obsahové příbuznosti norem lze zvláštní část členit na právní úpravu veřejných rozpočtů a státních fondů (rozpočtové právo), právní úpravu daní, poplatků, cla a dalších povinných dávek (daňové právo a poplatkové právo), právní úpravu úvěru, právní úpravu měny a peněžního oběhu (měnové právo), právní úpravu devizového hospodářství (devizové právo), právní úpravu finančního trhu.

## Finančněprávní vztahy
Pro finančněprávní vztahy je charakteristické, že jejich předmětem jsou přímo či nepřímo peněžní prostředky, anebo peněžní plnění. Jedním ze subjektů bývá stát, jenž je zpravidla představován orgány státní moci anebo státní správy či veřejnoprávním subjektem. Subjekty vystupují zpravidla jako nerovnoprávní partneři: stát a ho reprezentující orgány jsou nadřazené, subjektem podřazeným – povinným k určitému plnění či činnosti – jsou fyzické a právnické osoby. Převážnou část orgánů, jež zastupují stát, je možné zahrnout pod kategorii finanční orgány, jež je nutné odlišovat od orgánů finanční správy, což je pojem užší. Finanční orgány jsou součástí celé finanční soustavy a plní úkoly vzhledem k této soustavě jako celku. Orgány finanční správy provádějí výkon finanční správy v mezích své působnosti. Stát, který ve finančněprávních vztazích vystupuje nejen jako subjekt moci, ale i jako subjekt majetkový a hospodářský, když mobilizací peněžních prostředků uskutečňuje činnost materiálního a majetkového charakteru. Tyto dva prvky se poté ve finančněprávních vztazích projevují.

## Subjekty finančního práva a státní dozor
Ve finančněprávních vztazích je stát zastupován správními úřady, které zabezpečují realizaci výkonu státní moci na svěřeném úseku státní správy. Ústředními orgány jsou Ministerstvo financí a Česká národní banka, Generální ředitelství cel a Generální finanční ředitelství. Územními orgány jsou finanční ředitelství, finanční úřady, generální ředitelství cel a celní úřady. Za orgány místní lze považovat orgány územních samosprávných celků, jež se zabývají primárně finanční činností. Tyto orgány je možné souhrnně označit za finanční orgány.
Zvláštní postavení má Nejvyšší kontrolní úřad, jenž však nemůže být považován za finanční orgán. Nejvyšší kontrolní úřad, vytvořený podle anglosaského modelu, je zakotven v Ústavě České republiky a jeho úkolem je kontrola hospodaření se státním majetkem a plnění státního rozpočtu.
Finanční činnost je prováděna nejen státem, státními a veřejnoprávními orgány, ale také řadou nestátních institucí (banky, pojišťovny, penzijní fondy atd.). Tyto instituce hospodaří s peněžními prostředky široké veřejnosti, která sama v zásadě nemůže sama účinně provádět kontrolu činnosti těchto institucí a chránit tak své majetkové zájmy. Ke kontrole a ochraně tak nastupuje stát, jenž jednak upravuje vznik, podmínky a pravidla činnosti institucí, ale také jejich činnost podrobuje státnímu dozoru. Obsahem státního dozoru je obecně dohled nad dodržováním povinností vyplývajících ze závazných právních předpisů, povinností a podmínek stanovených pro výkon činnosti dozorovaných institucí v jejich veřejnoprávním oprávnění k finanční činnosti (licence, povolení aj.), povinností uložených dozorovaným institucím pro ně závaznými individuálními právním akty, jež vydal orgán státního dozoru. Smyslem a účelem je zajištění ochrany zájmů klientů těchto institucí a zabezpečení stability hospodářského sektoru, kde instituce působí.

## Instituty finančního práva
V oblasti finančního práva se do práva promítají ekonomické teoretické koncepce. Ty mohou být v rámci legislativní činnosti přejímány jako obecně platné a uznávané, avšak absence přesného vymezení může způsobit nejednotnost chápání a výkladu těchto pojmů. Kromě přejímání se tak dá v rámci legislativní činnosti vysledovat také existence legálních definic či pomocného vysvětlování právních pojmů. České právní předpisy se k formě legálních definic v oblasti finančního práva uchylují spíše výjimečně. Stává se tak však tehdy, kdy právní předpis míní vymezit obsah nějakého pojmu odlišně od obecně uznávaného. Finance jako ekonomická kategorie je v české právní úpravě převedena do řady finančněprávních institutů – základem všech jsou však peníze v různých funkcích a vztazích, které na základě těchto funkcí vznikají. Nejdůležitější z těchto institutů jsou rozpočty, daně, poplatky, clo, úvěr, měna a devizové hospodářství a finanční trh.